# Charles Kenneth Leith
Charles Kenneth Leith (* 20. Januar 1875 in Trempealeau, Wisconsin; † 13. September 1956) war ein US-amerikanischer Geologe.
1892 wurde Leith von Charles R. Van Hise von der University of Wisconsin–Madison als Stenograf angestellt, damit er an Van Hises Publikationen arbeitete. Er war so von dem Thema seiner täglichen Arbeit fasziniert, dass er 1897 den Bachelor in Geologie ablegte, und den Ph.D. im Jahr 1901. Als Van Hise 1903 zum Präsidenten der University of Wisconsin gewählt wurde, bestimmte er den 28-jährigen Leith zum Direktor der geologischen Fakultät. Er bekleidete diese Stelle bis 1934, also 31 Jahre, und blieb auch danach dort, bis er im Jahr 1945 seinen Ruhestand antrat.
Seine frühen Forschungen befassten sich mit der Geologie um den Oberen See, so unter anderem mit den Erzvorkommen der Mesabi Range. Er verfasste 1913 das geologische Standardwerk Structural Geology. Während seiner wissenschaftlichen Tätigkeit war er Consultant für die Erzexploration und die Bewertung von Erzvorkommen und diente als Berater des United States Shipping Board und des War Industries Board während des Ersten Weltkriegs. Er organisierte Untersuchungen der Weltmineralreserven in den 1920er Jahren und war Mitglied zahlreicher Regierungsbehörden, darunter zwischen 1944 und 1956 der amerikanischen United States Atomic Energy Commission.
Leith war Mitglied der National Academy of Sciences und seit 1916 der American Academy of Arts and Sciences. 1933 war er Präsident der Geological Society of America. 1935 erhielt er die Penrose-Goldmedaille der Society of Economic Geologists. Charles Kenneth Leith wurde 1942 mit der Penrose-Medaille der Geological Society of America ausgezeichnet.

## Werke (Auswahl)
- Charles Kenneth Leith: Structural Geology, H. Holt and Company, 1913
- Charles Kenneth Leith: The Economic Aspect of Geology, H. Holt and company, 1921